# 영월읍
영월읍(寧越邑)은 태백산맥 서사면의 산간에 있는 소분지에 발달한 대한민국 강원특별자치도 영월군의 군청 소재지이다. 600 ~ 700ｍ 높이의 산맥이 몇 줄기 남북방향으로 달리며 남쪽에 봉래산이 솟아 있고 부근에 동강이 흐른다.
무연탄의 개발과 화력 발전소 건설 이래로 점차 발전되었다. 한강은 감입곡류하여 계곡미가 아름답다. 서쪽 쌍룡리에는 시멘트 공장이 있는데, 이는 부근의 풍부한 석회석과 무연탄을 기반으로 하고 있다.
영월읍 거운리에는 동강댐 건설이 추진되었으나 2000년 백지화되었다.
이 곳은 단종의 유배지여서 그에 얽힌 사적이 많다. 청령포는 그의 유배지이고 장릉은 그가 묻힌 곳이다. 그 밖에 창절사, 민충사 등이 있고 근래에 개발된 고씨굴은 지하의 금강으로 좋은 관광지가 되어 있다.

## 행정 구역
- 거운리(巨雲里)
- 덕포리(德浦里)
- 문산리(文山里)
- 방절리(芳節里)
- 삼옥리(三玉里)
- 연하리(蓮下里)
- 영흥리(永興里)
- 정양리(正陽里)
- 팔괴리(八槐里)
- 하송리(下松里)
- 흥월리(興月里)

## 교육 기관
- 영월교육지원청
- 내성초등학교
- 영월초등학교
- 청령초등학교
- 봉래초등학교
- 영월중학교
- 영월고등학교
- 석정여자고등학교
- 세경대학교

## 관광
- 장릉
- 고씨굴

## 천연기념물
- 영월의 은행나무